# リュートを調弦する女
『リュートを調弦する女』（リュートをちょうげんするおんな）として知られる『リュートを持つ女』（リュートをもつおんな, 蘭: Vrouw met een luit, 英: Woman with a Lute）は、オランダ黄金時代の画家ヨハネス・フェルメールが1662年から1663年頃に制作した絵画である。油彩。リュートを調律する若い女性を描いた作品で、構図自体は現存するフェルメールの作品の中でも最も優れたものの1つとされているが、保存状態は最も悪い。現在はニューヨークのメトロポリタン美術館に所蔵されている。

## 作品

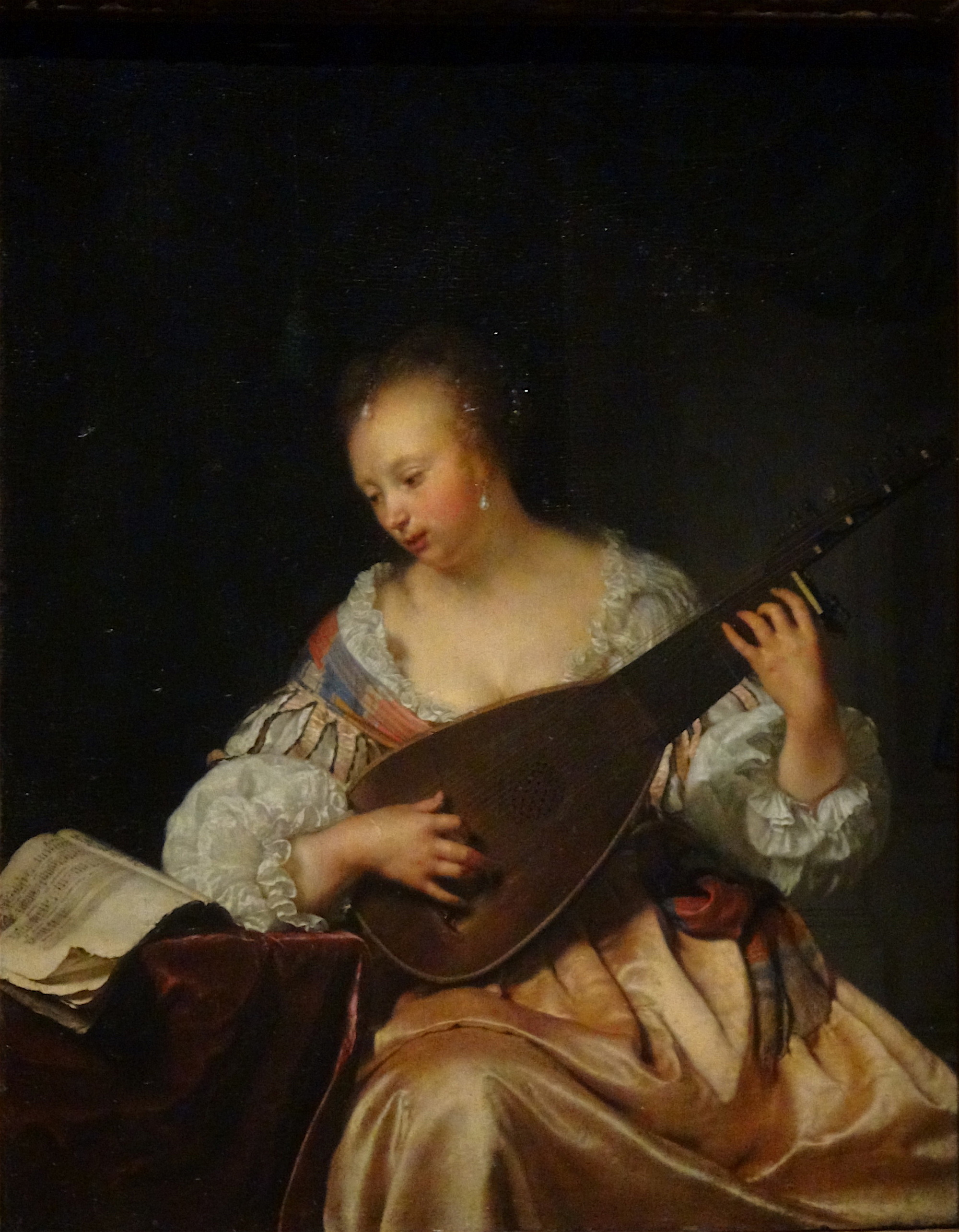
フランス・ファン・ミーリス『リュートを弾く女』。1663年。スコットランド国立美術館所蔵。

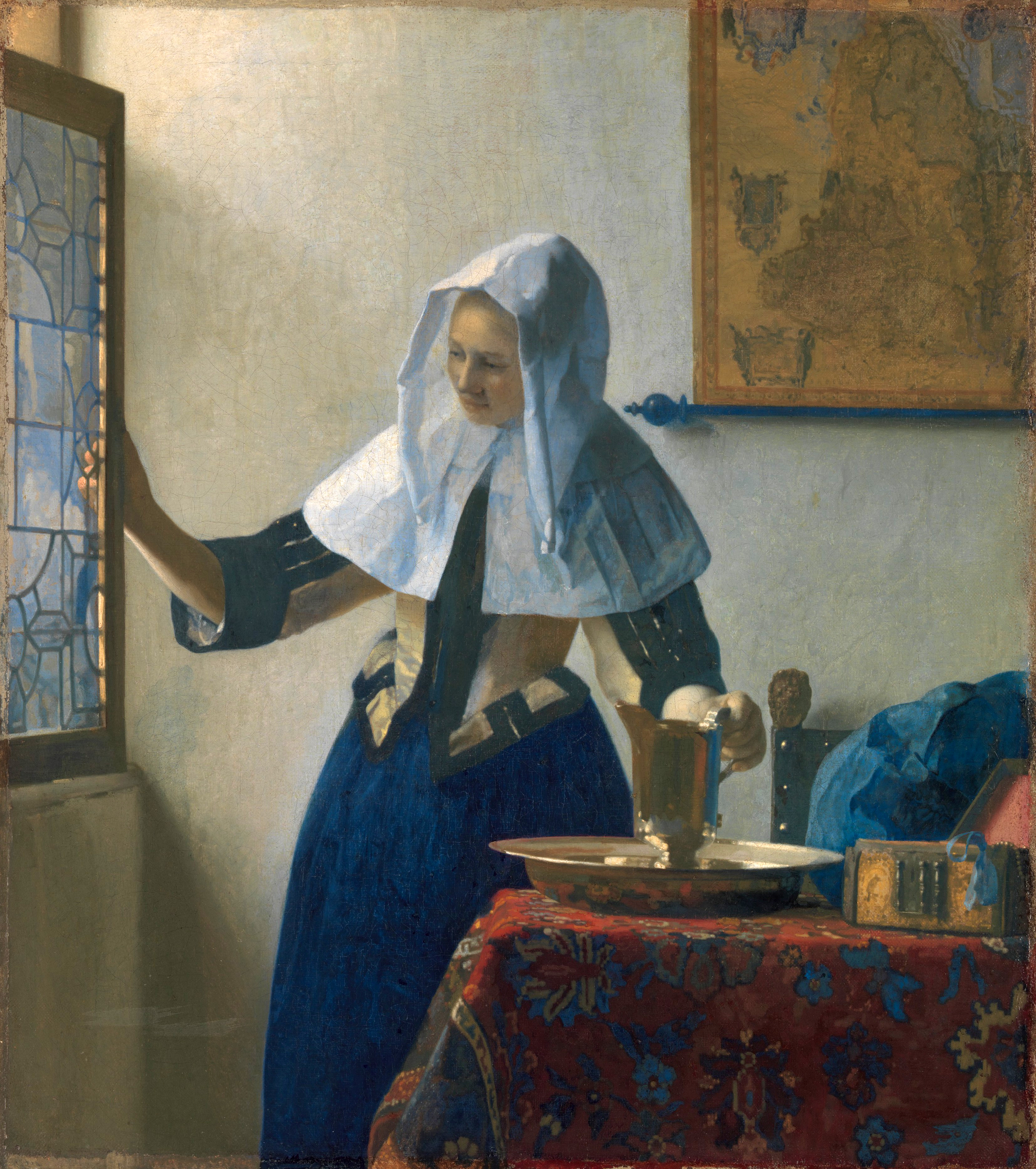
『水差しを持つ女』。1662年-1665年頃。メトロポリタン美術館所蔵。

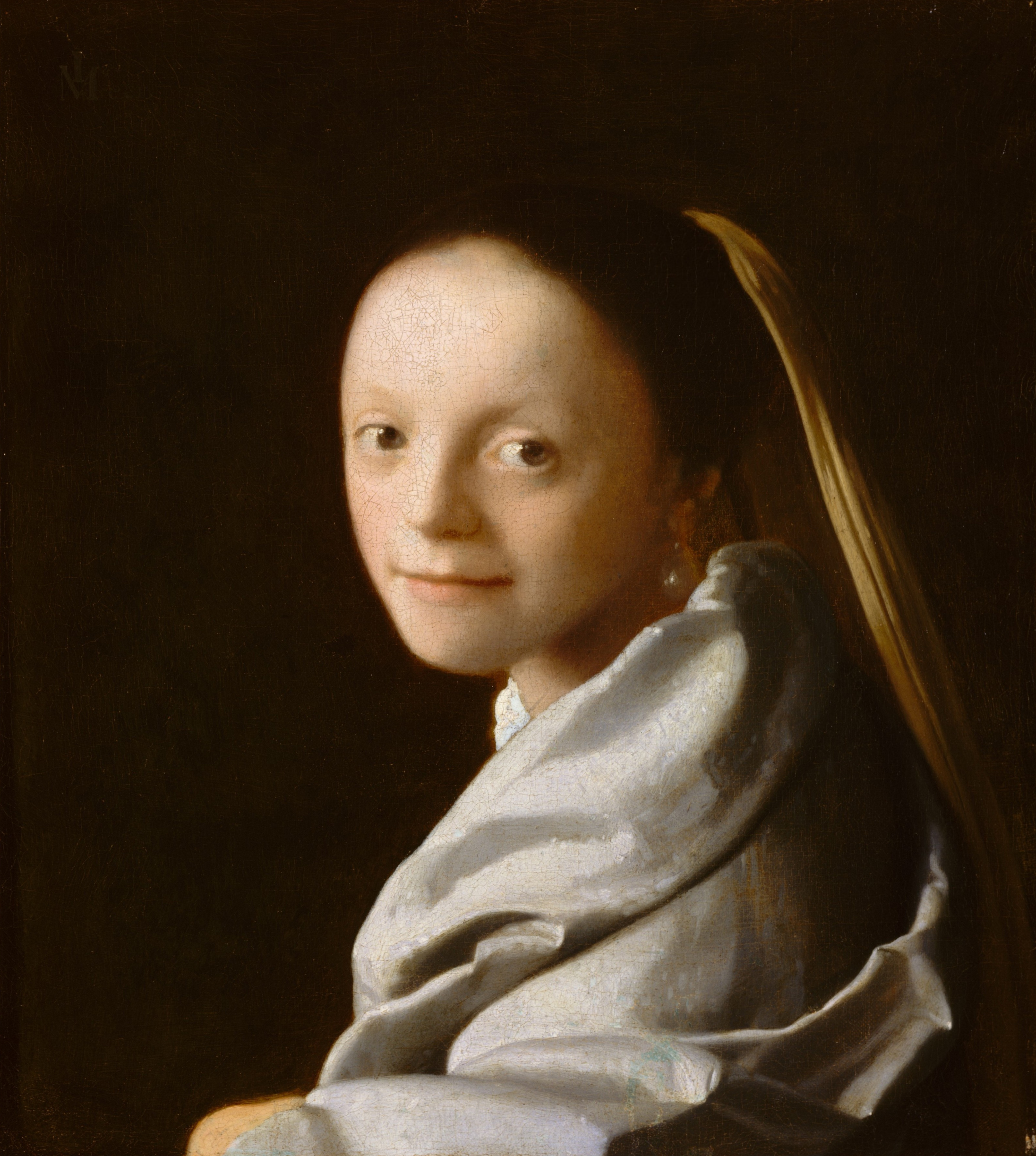
同じくメトロポリタン美術館所蔵の『少女』。1665年から1667年頃。

フェルメールは窓際に座ってリュートを調律する若い女性を描いている。彼女はリュートの先端の糸巻きが差し込まれているペグボックスに耳を傾けながら弦を弾きながら、窓の外側に視線を向けている。女性は黒い斑点のある白い毛皮で縁取られた黄色い上着を身にまとい、ティアドロップの真珠のイヤリングと真珠のネックレスを身に着けている。テーブルの上に開かれた唱歌集と、床に置かれたヴィオラ・ダ・ガンバから、女性はデュエットの準備をしていると推察できる。オランダの裕福な家庭に生まれた若者たちは教育の一環として音楽を学んでおり、演奏会は男女に戯れの恋の機会を提供した。画面左端の前景と右端奥の壁際に椅子が置かれている。壁に飾られたヨーロッパの地図は、航海と地図製作における卓越性を誇っていた当時のオランダ家庭の室内装飾を反映している。
構図は卓越しており、同じくメトロポリタン美術館の『水差しを持つ女』（Vrouw met waterkan）と同様に女性像と地図が重ならないように配置している。画面左端の窓はフェルメールの多くの絵画と同様に照明の役割を果たし、中景を柔らかな光で満たしており、前景を暗がりの中に置いている。
本作品はフェルメールが説得力のある建築空間の描写を段階的に習得していく過程を示している。初期以降のフェルメールは風俗画において画面隅に配置されたテーブルで空間に固定された半身像をベースに構図を発展させた。本作品では後退する椅子とテーブルの遠近感によって、キャンバスを横切る鑑賞者の斜めの視線の動きを引き起こし、鑑賞者が絵画世界へと入り込むための橋渡しをしている。そして椅子と地図の間の支点として女性に焦点を当てている。
図像的な源泉としては、フランス・ファン・ミーリスの1663年の絵画『リュートを弾く女』（Luitspelende vrouw）が指摘されている。

## 構図の諸要素

### 女性
女性が着ている黄色い上着は黒い斑点のある白い毛皮で縁取られている。上着はカジュアルでありながらも優雅であり、長い冬の間、中流階級や上流階級の女性が寒さから身を守るために着用した。この黄色い上着はフェルメールの作品にしばしば登場しており、本作品の他にもベルリン絵画館の『真珠の首飾りの女』（Vrouw met een parelsnoer）、ワシントン・ナショナル・ギャラリーの『手紙を書く女』（Dame Schrijft Brief）、フリック・コレクションの『婦人と召使』（Dame en dienstbode）、アムステルダム国立美術館の『恋文』（De liefdesbrief）、ケンウッド・ハウスの『ギターを弾く女』（Jonge gitaarspelende vrouw）の5点の作品で描かれている。黄色の上着はフェルメールの家で記録されたものと考えられている。1676年に作成されたフェルメールの遺品目録には「白い毛皮で縁取られた黄色いサテンのマント」が記載されており、おそらく妻カタリーナ・ボルネス（Catharina Bolnes）のものと考えられている。
女性の両目の間隔は広く、あごが突き出た顔立ちをしており、同じくメトロポリタン美術館所蔵の『少女』（Meisjeskopje）に描かれた少女の顔立ちと似ている。この女性について、妻カタリーナ、娘の1人であるマリアあるいはエリザベスがモデルとなった可能性を示唆する研究者もいる。絵画は全体的に陰鬱で暗く摩耗しているが、女性の真珠のイヤリングとネックレスが際立っている。

### 音楽
大理石の床に置かれた弦楽器のヴィオラ・ダ・ガンバは、リュートとともに頻繁に絵画で描かれてきた楽器の1つである。大型の低弦楽器で、現代のチェロのように両脚の間で演奏された。フェルメール作品においては、『リュートを調弦する女』のほかに音楽をテーマにした3点の作品、『合奏』（Het concert）、『音楽の稽古』（De muziekles）、『ヴァージナルの前に座る女』（Zittende virginaalspeelster）でも描かれているが、どの作品でも画面の片隅に放置され、演奏する様子は描写されていない。しかし図像的には重要な役割を果たしている。基本的に楽器は愛を象徴しており、ともに描かれることが多いリュートとヴィオラ・ダ・ガンバはどちらも調和と和合を表し、両方が同じ絵画に登場することでその象徴的意味はさらに高められている。テーブルや床の上に散らばっている唱歌集もまた同様の意味が与えられている。唱歌集はデュエットと関連があり、好色な内容が多かっため、当時のオランダではしばしば恋人に対する贈物として用いられた。画面の女性は唱歌集を見ていないが、これを描くことで彼女は官能的な期待ないし回想の雰囲気の中に配置されている。
多くの場合、若い女性が調律しているリュートと、床に置かれたヴィオラ・ダ・ガンバは、彼女がデュエットをする男性が訪れるのを心待ちにしていることを表していると考えられている。しかし散らばった唱歌集とさりげなく置かれたヴィオラ・ダ・ガンバは、おそらく出会いがすでに終わっていることを仄めかしており、窓の外を眺める女性は出発する男性の背中に目を向けている可能性がある。

### 地図
地図はヨーロッパの大部分が描かれており、イベリア半島や北アフリカ、イタリア半島、スカンジナビア半島などの形がはっきり確認できるほか、折り畳んだ痕跡や紙の柔らかなうねり、日光の影響なども描写されている。地図は家庭風景に国際的な印象を与えており、女性が見つめる窓のように、室内にあって外の世界への指向を暗示している。
この地図はヨドクス・ホンディウスあるいはヨアン・ブラウによって制作されたものとされる。フェルメールがどちらの地図を描いたのかははっきりしないが、地図の細部にいたるまでかなり忠実に再現している。また描かれた地図の推定サイズが実際のサイズとわずか4 cmしか違わないことも指摘されている。このことからイギリスの建築家であり、フェルメールの研究者であるフィリップ・ステッドマン（Philip Steadman）は制作の際にカメラ・オブスクラを使用して、精密な描写を達成したと考えている。壁に飾られた大きな地図は多くのオランダの室内画で描かれたが、他のオランダの画家にとって、地図は空間の空白を埋めるための装飾的なものであるという印象が強いのに対し、フェルメールは地図の精密な描写だけでなく、地図自体が受けている経年劣化の影響を描写している。地図の描写にこれほど注意を払ったのはオランダ黄金時代の画家ではフェルメールだけである。

### 椅子
画面の室内の対角線上に配置された椅子の先端装飾は獅子頭の彫刻が施されている。同様のデザインの椅子はしばしばフェルメールの作品に登場しているが、本作品のものは特に『青衣の女』（Brieflezende vrouw in het blauw）に描かれたものとよく似ている。これらはスパニッシュチェア（Spanish chair）と呼ばれるタイプの椅子で、当時のものはほとんど現存していない。

### 床
本作品の珍しい点として、斜めの格子模様に配置された床のタイルが挙げられる。他のすべてのフェルメール作品では床タイルは角の先端で壁と接しているが、本作品では角の部分が切り詰められている。直交線は消失点に適切に収束しており、タイルの遠近法は正確である。

## 保存状態
本作品は現存するフェルメールの作品の中で最も経年による損傷を被っている。全体的な色調はオリジナルの状態よりも暗く、テーブルに敷かれた絨毯をはじめとして前景の大部分は明らかに摩耗している。絨毯の上に残存している暗青色の絵具が示唆する装飾的モチーフはペルシャあるいはインドの絨毯を表している可能性があるが、推測するほかない状態である。また椅子の背もたれはもともとより鮮やかな青色で、現在のくすんだ暗青色は変色によるものである可能性がある。女性の頭部は以前はもう少し派手な髪型をしていたが、1994年の修復でわずかに修正されている。

## 来歴
初期の来歴は不明である。絵画が歴史に現れたのは、1817年12月22日にアムステルダムのオークションハウス De Vries, Brondgeest & Roos で、美術商ピリップス・ファン・デル・シュリー（Philippus van der Schley）とダニエル・デュプレ（Daniel du Pré）のコレクションとして売却されたのが最初である。その後、絵画はイギリスの個人コレクションに加わったのち、19世紀後半にアメリカ合衆国の鉄道王コリス・ポッター・ハンティントンがパリで絵画を2000フランで購入した。絵画の存在が広く知られるようになったのはハンティントンが1900年に死去し、メトロポリタン美術館に遺贈した際である。もっとも、絵画は生涯不動産権によって未亡人であり美術収集家のアラベラ・ハンティントンが所有し続けた。1909年、絵画は探検家ヘンリー・ハドソンのハドソン川遡航300周年と発明家ロバート・フルトンによる外輪船の実用化成功100周年を記念して（ハドソン・フルトン記念祝典）、メトロポリタン美術館で開催されたハドソン・フルトン展（Hudson-Fulton exhibition）で展示された。展覧会で本作品を見たある批評家は「あの高価な真珠、完璧な作品･･･これまで現存する中で最も完璧な画家の作品」と述べている。1924年の彼女の死後、息子のアーチャー・ミルトン・ハンティントンによって、翌1925年にメトロポリタン美術館に寄贈された。

## ギャラリー
フェルメールの毛皮で縁取られた黄色い上着を着た女性像

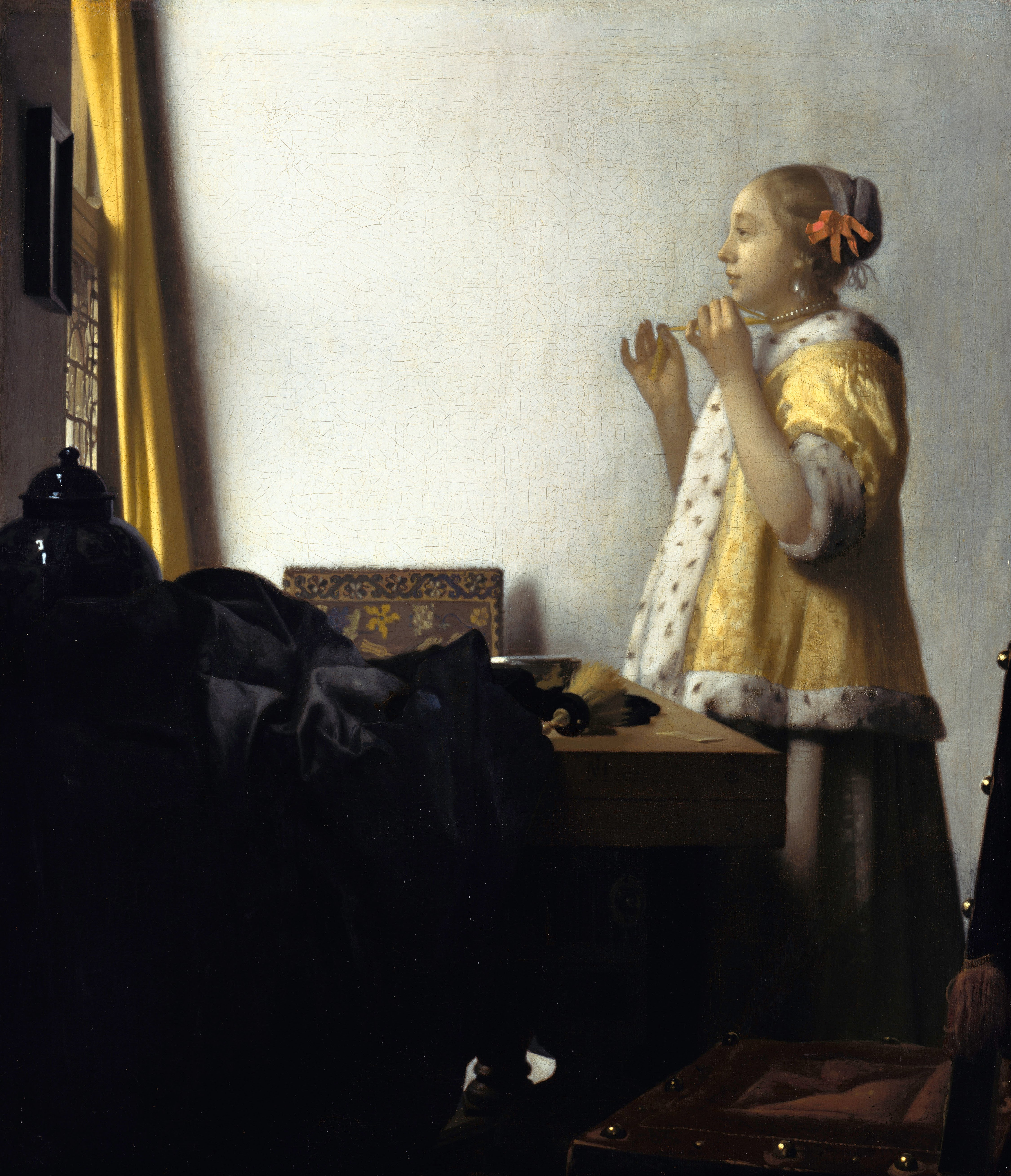
『真珠の首飾りの女』1663年-1665年 絵画館所蔵
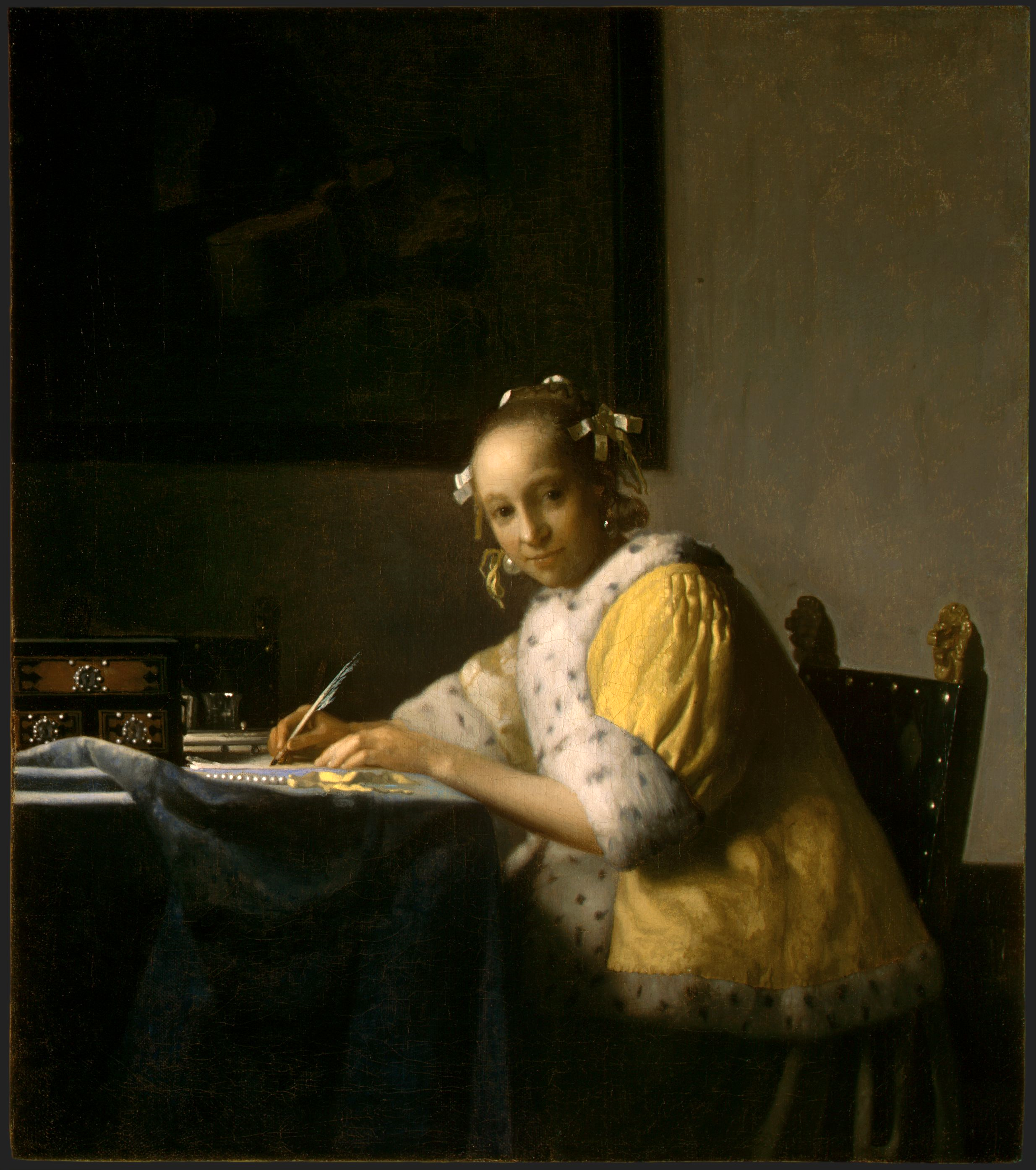
『手紙を書く女』1665年-1666年頃 ワシントン・ナショナル・ギャラリー所蔵
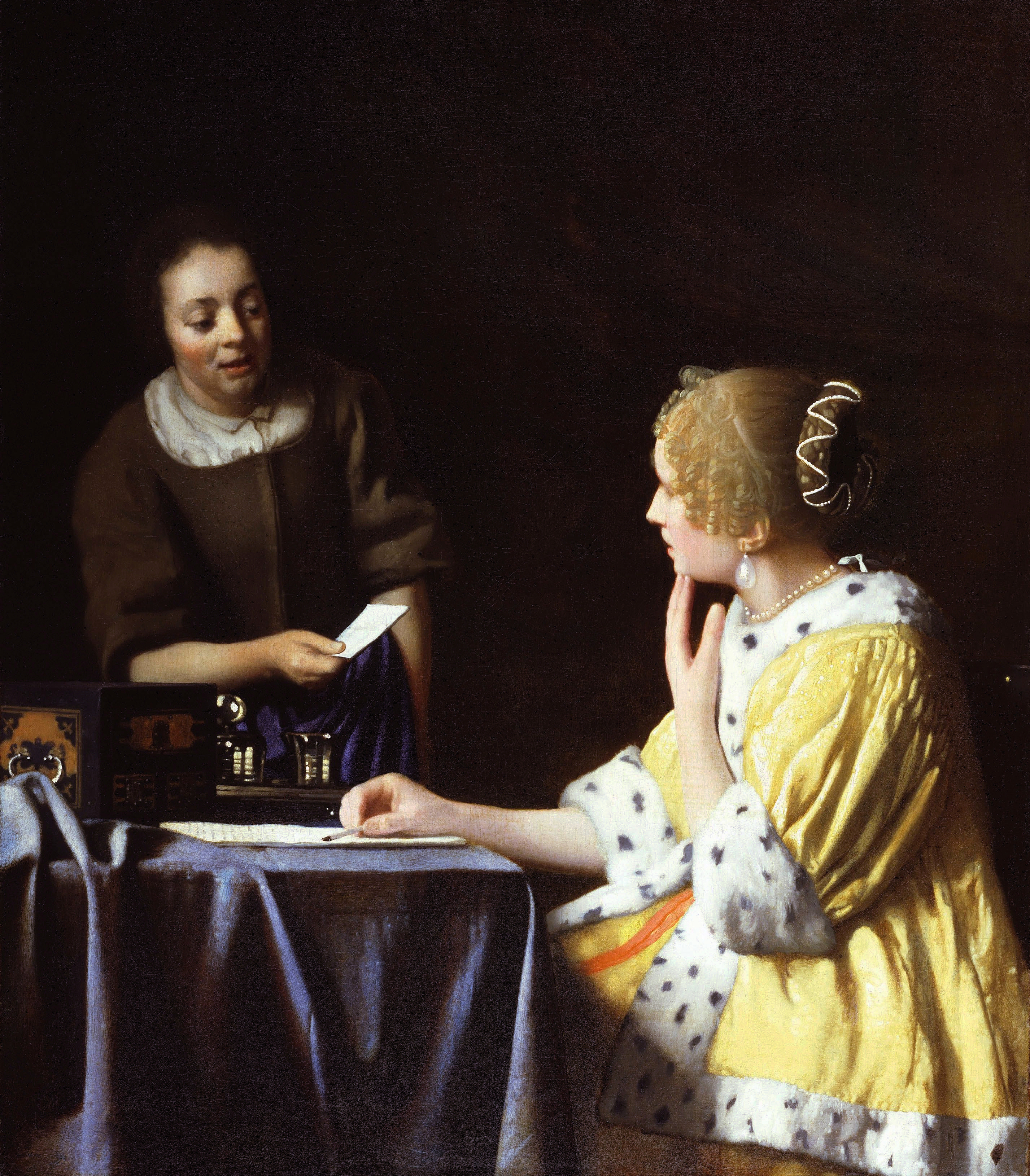
『婦人と召使』1666年-1667年頃 フリック・コレクション所蔵
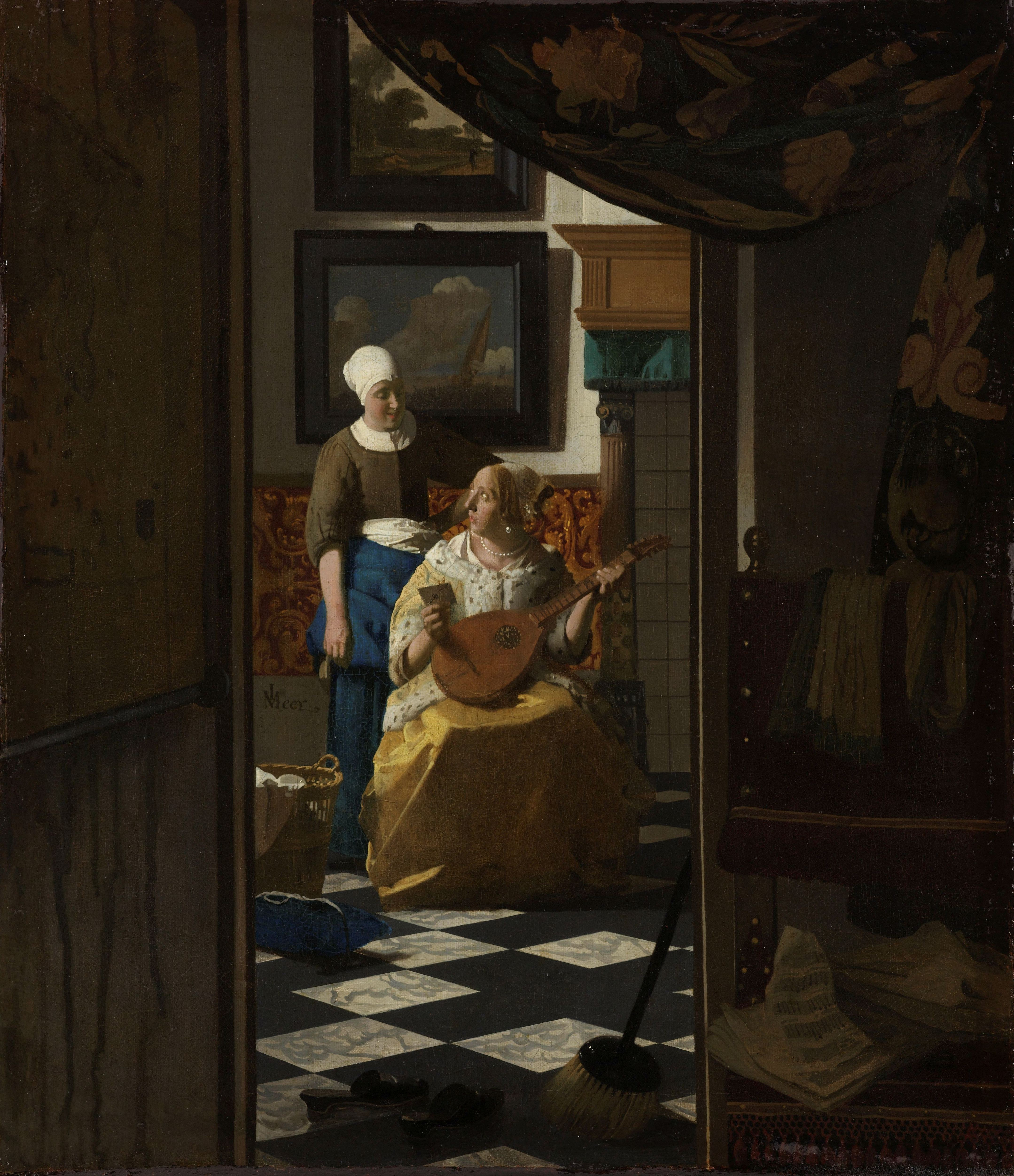
『恋文』1669年から1670年の間 アムステルダム国立美術館所蔵
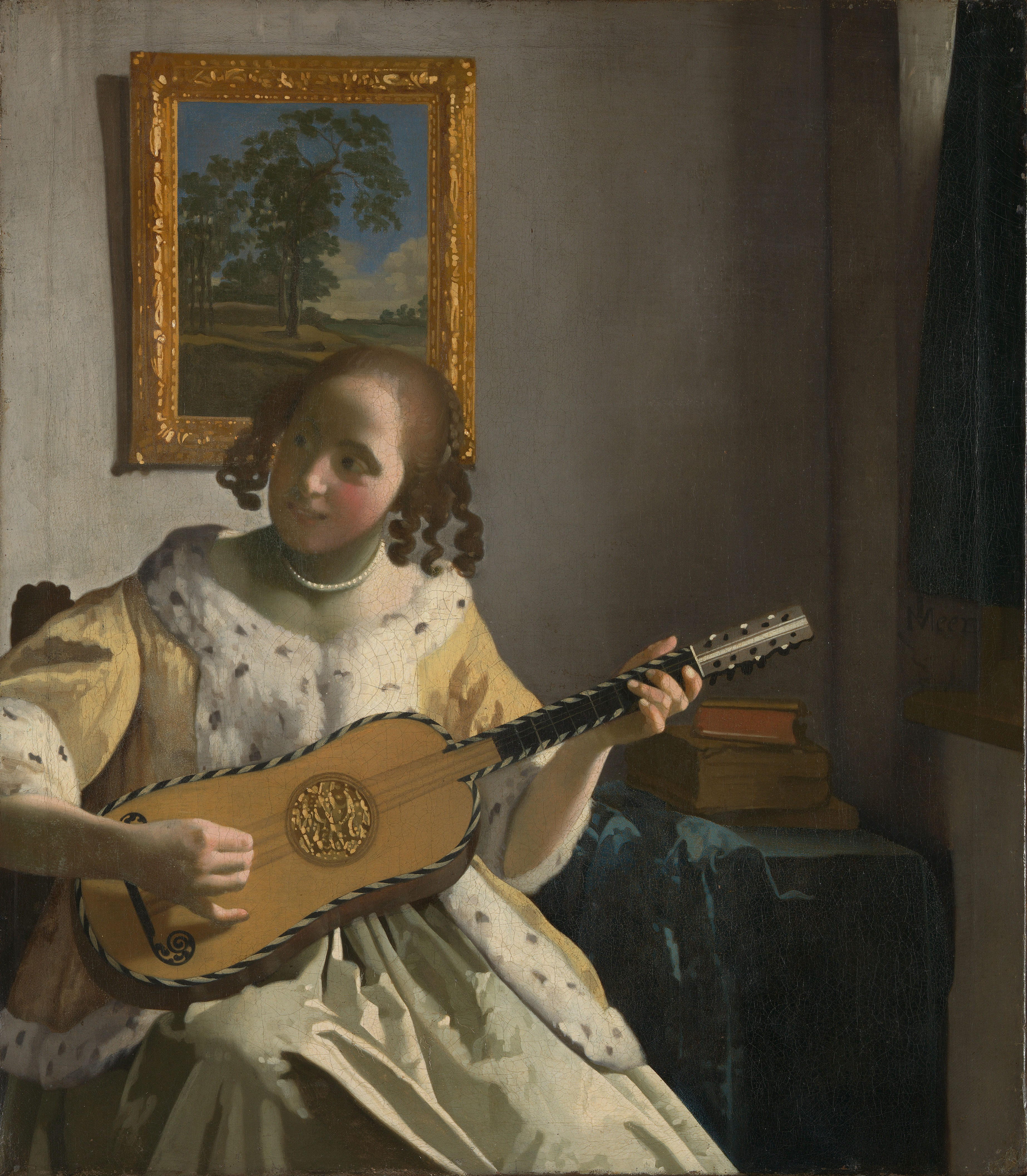
『ギターを弾く女』1670年-1673年頃 ケンウッド・ハウス所蔵